# Кафу (футболіст, 1993)
Кафу (порт. Cafú, нар. 26 лютого 1993, Гімарайнш) — португальський футболіст, півзахисник турецького клубу «Касимпаша». 
Виступав, зокрема, за клуби «Віторія» (Гімарайнш), «Лор'ян», «Легію» та «Ноттінгем Форест», а також молодіжну збірну Португалії. Володар Кубка Польщі. Чемпіон Польщі.

## Клубна кар'єра

### «Бенфіка»
Народився 26 лютого 1993 року в місті Гімарайнш у родині вихідців з Гвінеї-Бісау. Спочатку грав у футзал, потім перейшов у «Касадореш даш Тайпаш». В 11-річному віці опинився в юнацькій системі «Віторії» (Гімарайнш). Через чотири роки потрапив до молодіжної академії «Бенфіки», де завершив навчання футбольної майстерності. Розпочинав виступати на позиції нападника, проте згодом його перекваліфікували в опорного півзахисника.
На професіональному рівні дебютував 19 вересня 2012 року у футболці клубу «Бенфіка Б» нічийного (2:2) виїзного поєдинку Сегунда-Ліги проти «Тондели». Кафу вийшов на поле на 46-й хвилині, замінивши Клаудіо Корреа, а також відзначився голом. Цей гол виявився єдиним для півзахисника в 7-и зіграних матчах того сезону.

### «Гімарайнш»
26 липня 2013 року підписав 4-річний контракт зі своїм колишнім клубом — «Віторія» (Гімарайнш). У команді його перевели на початкову позицію, спочатку виступав за резервну команду, якій допоміг вийти до другого дивізіону португальського чемпіонату. Протягом 2013—2014 років захищав кольори команди клубу «Віторія Гуїмараес Б».
Дебютував у Прімейра-Лізі 17 серпня 2014 року в переможному (3:1) виїзному поєдинку проти «Жил Вісенте». Кафу разом з Андре Андре та Бернардом Менсою вийшли в стартовому складі та відіграли увесь матч. У своєму дебютному сезоні зіграв 29 матчів, допоміг команді посісти 5-е місце в чемпіонаті та пробитися до кваліфікації Ліги Європи.

### «Лор'ян»
8 червня 2016 року підписав 4-річний контракт з французьким клубом «Лор'ян». Дебютував у Лізі 1 18 листопада в програному (0:3) домашньому поєдинку проти «Монако».

### «Мец»
1 серпня 2017 року, після вильоту «Лор'яна» з Ліги 1, контракт Кафу викупив інший клуб вищого дивізіону французького чемпіонату — «Мец». Португалець підписав з французами 3-річний контракт. За нову команду дебютував через 17 днів, відігравши всі 90 хвилин у програному (0:1) поєдинку проти «Монако».

### «Легія» (Варшава)
27 лютого 2018 року відправився в оренду у варшавську «Легію» (до 30 червня 2019 року). Дебютував у футболці «Легії» 11 березня 2018 року в поєдинку 27-о туру Екстракляси. Варшавський клуб з рахунком 3:1 обіграв «Лехію» (Гданськ), а португалець відзначився гольовою передачею за рахунку 2:0. 2 травня 2018 року відзначився дебютним голом у складі «Легії» у фіналу кубку Польщі проти «Арки» (Гдиня). Кафу влучним ударом встановив рахунок 2:0, а поєдинок завершився з рахунком 2:1 на користь «Легії». Станом на 9 березня 2019 року відіграв за команду з Варшави 30 матчів у національному чемпіонаті.

## Виступи за збірні
2008 року дебютував у складі юнацької збірної Португалії, взяв участь у 21 іграх на юнацькому рівні, відзначившись 5 забитими голами. Учасник юнацького чемпіонату Європи (U-19) 2012 року.
2013 року залучався до складу молодіжної збірної Португалії. На молодіжному рівні зіграв у 6 офіційних матчах.

## Статистика виступів

### Статистика клубних виступів
| Сезон                           | Команда                         | Чемпіонат                       | Чемпіонат | Чемпіонат | Національний кубок | Національний кубок | Національний кубок | Континентальні кубки | Континентальні кубки | Континентальні кубки | Інші змагання | Інші змагання | Інші змагання | Усього | Усього |
| Сезон                           | Команда                         | Ліга                            | Ігор      | Голів     | Ліга               | Ігор               | Голів              | Ліга                 | Ігор                 | Голів                | Ліга          | Ігор          | Голів         | Ігор   | Голів  |
| ------------------------------- | ------------------------------- | ------------------------------- | --------- | --------- | ------------------ | ------------------ | ------------------ | -------------------- | -------------------- | -------------------- | ------------- | ------------- | ------------- | ------ | ------ |
| 2014–15                         | «Віторія» (Гімарайнш)           | ПЛ                              | 29        | 0         | КП+TL              | 0+2                | 0                  |                      | -                    | -                    |               | -             | -             | 31     | 0      |
| 2015–16                         | «Віторія» (Гімарайнш)           | ПЛ                              | 32        | 3         | КП+TL              | 0+1                | 0                  | ЛЄ                   | 2                    | 0                    |               | -             | -             | 35     | 3      |
| Усього за «Віторію» (Гімарайнш) | Усього за «Віторію» (Гімарайнш) | Усього за «Віторію» (Гімарайнш) | 61        | 3         |                    | 3                  | 0                  |                      | 2                    | 0                    |               | -             | -             | 66     | 3      |
| 2016–17                         | «Лор'ян»                        | Л1                              | 18        | 0         | КЯ+КЛ              | 2+1                | 2+0                |                      | -                    | -                    |               | -             | -             | 21     | 2      |
| Усього за кар'єру               | Усього за кар'єру               | Усього за кар'єру               | 79        | 3         |                    | 6                  | 2                  |                      | 2                    | 0                    |               | -             | -             | 87     | 5      |

## Досягнення
«Легія» (Варшава)
- Екстракляса
  -  Чемпіон (1): 2017/18

- Кубок Польщі
  -  Володар (1): 2017/18

«Олімпіакос» (Пірей)
- Суперліга
  -  Чемпіон (1): 2019/20
- Кубок Греції
  -  Володар (1): 2019/20